# If You Say So
If You Say So est une chanson de Lea Michele, connue pour son rôle de Rachel Berry dans Glee.
Cette chanson évoque les derniers mots échangés entre elle et son compagnon Cory Monteith avant son décès le 13 juillet 2013. Il s'agit donc d'un hommage à son partenaire. 
Co-écrit avec la chanteuse australienne Sia Furler, If You Say So est un extrait de son premier album solo intitulé Louder.